# 榛名神社
榛名神社（はるなじんじゃ）は、群馬県高崎市榛名山町にある神社。式内社、上野国六宮で、旧社格は県社。

## 概要
赤城山・妙義山と共に上毛三山の一つとされる榛名山の神を祀る神社で、現在の主祭神は火の神・火産霊神と土の神・埴山姫神である。水分神・高靇神・闇靇神・大山祇神・大物主神・木花開耶姫神を合わせ祀る。
境内から古代の僧坊の遺跡が出土しているように古くから神仏習合の体をなしており、中世以降は「満行権現」と称され本地は地蔵菩薩とされていた。近世には榛名山巌殿寺という寺院として扱われ、境内に三重塔（神宝殿）が現存する。
近世には祭神は上段に埴山神、中段に国常立神・伊弉諾神・伊弉冊神・大己貴神、下段に饒速日尊・彦湯支神とされていたが、『榛名山志』では東相殿に饒速日尊、中殿に元湯彦命、西相殿に熟真道命と記されている。明治元年に現在の二柱に改められた。
榛名神社の社叢を中心とした地域は群馬県緑地環境保全地域となっている。

## 歴史

### 古代
『榛名神社社記』によれば、綏靖天皇の時代に饒速日命の子・可美真手命父子が山中に神籬を立て天神地祇を祀ったのが始まりとされ、用明天皇元年（586年）に祭祀の場が創建されたと伝えられている。
榛名神社の文献上の初見は延長5年（927年）完成の延喜式神名帳で、上野国十二社のうち群馬郡小社として記載されている。榛名山は古代には「いかほのねろ」と呼ばれており、延喜式神名帳には榛名神社以外にも榛名山を信仰の対象とするとみられる神社として群馬郡小社の伊香保神社（上野国三宮）の名が見える。このような2社の存在は伊香保神社による渋川側からの水沢山を対象とする信仰と、榛名神社による高崎側からの相馬山を対象とする信仰が併存していたことを示しているとみられている。尾崎喜左雄は祭祀主体として古代豪族を想定し、伊香保神社を有馬氏、榛名神社を車持氏によるものと説明している。このように、古代には榛名山を祭祀対象として、豪族の居住地に近い山の麓で祀られていたとみられている。
現在のような山中で祀られるようになったのは、仏教、特に密教との関係によるものと考えられている。榛名神社境内の参道西側、獅子岩の前後に平地が段々に作られており、そこからは小金銅仏や寛平大宝が出土して「榛名神社巌山遺跡」と呼ばれている。この遺跡は僧坊跡と推定されており、9世紀に修験の道場として開かれたと考えられている。
長元年間（1028年 - 1037年）成立と推定される『上野国交替実録帳』（九条家本『延喜式』裏文書）群馬郡の項に「正 位椿榛明神社」とあるのが当社であると考えられており、玉殿・幣殿・鳥居・美豆垣・荒垣など社殿が整えられていたことが確認できる。

### 中世
榛名神社に所蔵される文書で最も古いものは建久元年（1190年）に上野国留守所から発給された「上野国留守所下文」で、「榛名寺領内」では健児・検非違使の入部を拒否できるという内容である。この時点で既に榛名神社が神仏習合によって榛名寺という寺院となっていたことを示している。ただしこの文書は寛政年間に榛名神社に納められたもので、疑義も示されている。
榛名神社の神仏習合を示す品として、当社所蔵の8面の御正体がある。12世紀の白銅藤花房松鶴鏡に十一面観音坐像を鎌倉時代初期に毛彫りしたものが最も古く、他に13世紀中期とみられる十一面観音坐像を毛彫りした円鏡、像は失われているが弘安4年（1281年）の銘があるものなどがある。
南北朝時代成立の『神道集』巻3第16「上野国九ケ所大明神事」にも榛名神社の本地についての記述が見える。その中では「春名満行権現」は上野国六の宮で本地は地蔵菩薩とされている。榛名神社境内の元亨3年（1323年）在銘の鉄灯籠（群馬県指定重要文化財）の銘文にも、「満行権現･･･本地恵生利生菩薩」という文面がある。
中世の榛名寺は座主の地位にある僧侶が支配を行い、座主一族は藤原道長の子孫を称していた。鎌倉時代末期から南北朝時代初期に座主を務めた快忠については、榛名山墓地に暦応4年（1341年）の紀年銘のある宝塔（榛名塔）が現存している。快忠の娘の子として生まれ、山中の争いに勝利して座主と執行職を兼務した頼印については『頼印大僧正行状絵詞』をもとに詳しいことが伝わっている。頼印は応安7年（1374年）に榛名山執行職補任の下文、綸旨、道承（師）の譲状の紛失を申し出ており、同職の補任はこれら3通の文書で行われたものとみられる。
榛名寺座主の支配する領地は座主領と寺領があり、史料中にはそれに含まれる地名として石神（高崎市倉渕町三ノ倉の字）・石津（高崎市倉渕町産三ノ倉・権田の字）・毛呂田（室田）・中山（不詳）・三倉（三ノ倉）・花香塚（現・太田市新田花香塚町）などが見える。ただし、鎌倉公方・足利持氏書状には木部弾正左衛門入道々金が俗別当職と寺領の安堵を求めていることが見え、その頃には俗別当職が置かれて寺領の経営を行うようになったことで武家が榛名寺を支配するようになり、座主は廃止されたか権限を大きく縮小させたとみられている。
戦国時代には上杉憲房、長野氏、武田氏、真田昌幸、北条氏邦といった周辺地域を支配した戦国大名が山内での乱暴狼藉を禁止する制札を発している。
中世史料では寺号は「榛名寺」「巌寺」「石殿寺」「巌殿寺」などと見え、一定していなかった。

### 近世
榛名山巌殿寺という呼称が確定するのは江戸時代のことである。慶長19年（1614年）、天海によって巌殿寺として再興が行われ、光明寺が学頭、満行院が別当となって天台宗となり、寛永寺の支配下に組み込まれた。学頭に任じられた光明寺（高崎市中里見町）はのちに別当も兼務するようになった。ただし、寛永寺によって任命される学頭・別当は実際には榛名山に赴任せず、「御留守居」が任命されて派遣されることが多くなった。
近世は山内に5か院（中之坊、実相院、金剛院、満福院、円乗院）の寺院が置かれ、大坊・般若坊ら御師が活動して榛名講（後述）が広まりを見せた。

### 近現代
慶応4年（1868年）5月に榛名山別当・学頭であった光明寺に新政府より通達があり、岩鼻県知事・大音龍太郎の指示のもと神仏分離が進められた。9月には榛名山で仏体の取り片付けが行われ、登山してきた光明寺に什物が渡され「覚え」の取り交わしと餞別の宴が催された。
明治3年（1870年）5月10日、新たに神職に任命された穂積豊秋（元鈴木三郎）、榛名山取締に任命された新居守村が赴任し、神仏分離を徹底した。新居守村の『春名山日記』『神のめぐみ』によれば、木造仏を集めて燃やしたり、石仏を谷に落としたり、鐘を鋳つぶすなどしている。「神宝殿」という名称となっていた三重塔も2・3層部分を取り払われるはずだったが、実行されず現在も三重塔の姿をとどめている。
明治13年（1880年）9月に開設願が提出されて設立された榛名神社教会は、昭和27年（1952年）の宗教法人法制定後は宗教法人神道大教を包括団体として、16の坊が宗教法人となったが現在は1件が抜けて15の宗教法人となっている。
2017年度から2025年度にかけて群馬県内にある文化財の修復事業としては過去最大規模となる総額23億円をかけて百数十年ぶりに大修理を行う。17年度から19年度までに国祖社・額殿、20年度から21年度までに双龍門、21年度から25年度までに本社・幣殿・拝殿、23年度から25年度までに神楽殿の工事を行う予定である。

## 榛名講
江戸時代には榛名神社を信仰する榛名講が関東甲信越・陸奥国に広がりを見せた。榛名講の普及には参道の各坊の御師が大きな役割を果たした。榛名山の御師の初見史料は天正8年（1580年）の伊勢御師・三日市太夫次郎秀長から榛名山御師・光吉に宛てた文書であり、寛永13年（1636年）の「般若坊分家ニ付旦那場書上帳」には講についての記述が見える。坊はそれぞれが自身のテリトリーである「檀那場」を持ち、最大で年4回檀那場の村々を回り、初穂料を集めて札を配布した。講の村では榛名日待と称して講員が1軒に集まって榛名神を祀り、代表者2名ほどが榛名山に参拝を行った。これを代参講と言い、多くの場合は2月から5月に行われた。代参に来た者は御師の坊に宿泊して参詣を行い、授与された神札を持ち帰って講中の他の者に配布する。近隣の村から来る場合や、伊香保温泉に宿泊する場合は日帰りの「昼代参」が行われることもあった。また代参講を繰り返し、講員全員が参拝を経験すると、翌年に全員で参拝する太々講も行わることがあった。
講の総数は10,620に及んだ。江戸の商人たちで構成された「江戸太々神楽講中」は鞍掛岩に祀られていた鞍掛不動尊の石像を再建し、その講員でもあった塩原太助は参道の石玉垣の寄進や天神峠に石灯籠の寄進をするなどしている。
江戸時代に78軒があった御師数は明治3年（1870年）に26坊61軒となり、現在宗教法人として登録されているのは15軒である。
江戸時代の宿坊としては一宮家住宅（般若坊）主屋・長屋門や門倉家住宅（善徳坊）主屋が現存するほか、江戸時代の別当所であった鐸木家住宅（本坊）門も現存しこれらは登録有形文化財となっている。

## 文化財

### 重要文化財（国指定）
- 榛名神社 6棟（建造物） - 内訳は次の通り。平成17年12月27日指定[46]。
  - 本社・幣殿・拝殿（合わせて1棟） - 榛名神社では御姿岩を本殿と称し、社殿は岩に接続している[47]。社殿は春日造本社と入母屋造拝殿の間を幣殿でつないだ複合社殿で全体としては権現造。棟札により文化3年（1806年）の建立と判明する[1]。屋根を銅板葺きとし、柱、梁などの各所に華やかな彩色と彫刻を施している。本社は背後の御姿岩と接続しており、御姿岩内の洞窟に御神体を祀っている。
  - 国祖社及び額殿（合わせて1棟） - 本社・幣殿・拝殿の向かって左に建つ。国祖社は元々勝軍地蔵を安置し本地堂と呼ばれていたが[48]、現在は豊城入彦命、彦狭島命、御諸別命を祀る[1]。享保15年（1725年）の建築、接続する額殿は御神楽拝見所として文化11年（1814年）に増築された[1]。
  - 神楽殿 - 明和元年（1764年）の再建[48][1]。舞台は板張りで三方吹放ちとして、格天井には花鳥図や神楽面が描かれている[1]。
  - 双龍門 - 安政3年（1856年）の建立[1]。入母屋造銅板葺きの四脚門[1]。竜の彫刻や水墨画が施されていることから双龍門と呼ばれるようになった。
  - 神幸殿 - 社伝では安政6年（1859年）の建立[1]。神幸祭のとき神輿が出御しとどまる社殿。全体としては素木造りで、彩色は破風板や懸魚に限られる[1]。
  - 随神門 - 弘化4年（1847年）の建立[49]。入母屋造、瓦棒銅板葺きの八脚門[1]。元来は仁王門だったが神仏分離によって明治3年（1870年）仁王像は運び出され、明治39年（1906年）に随身が納められた[49]。

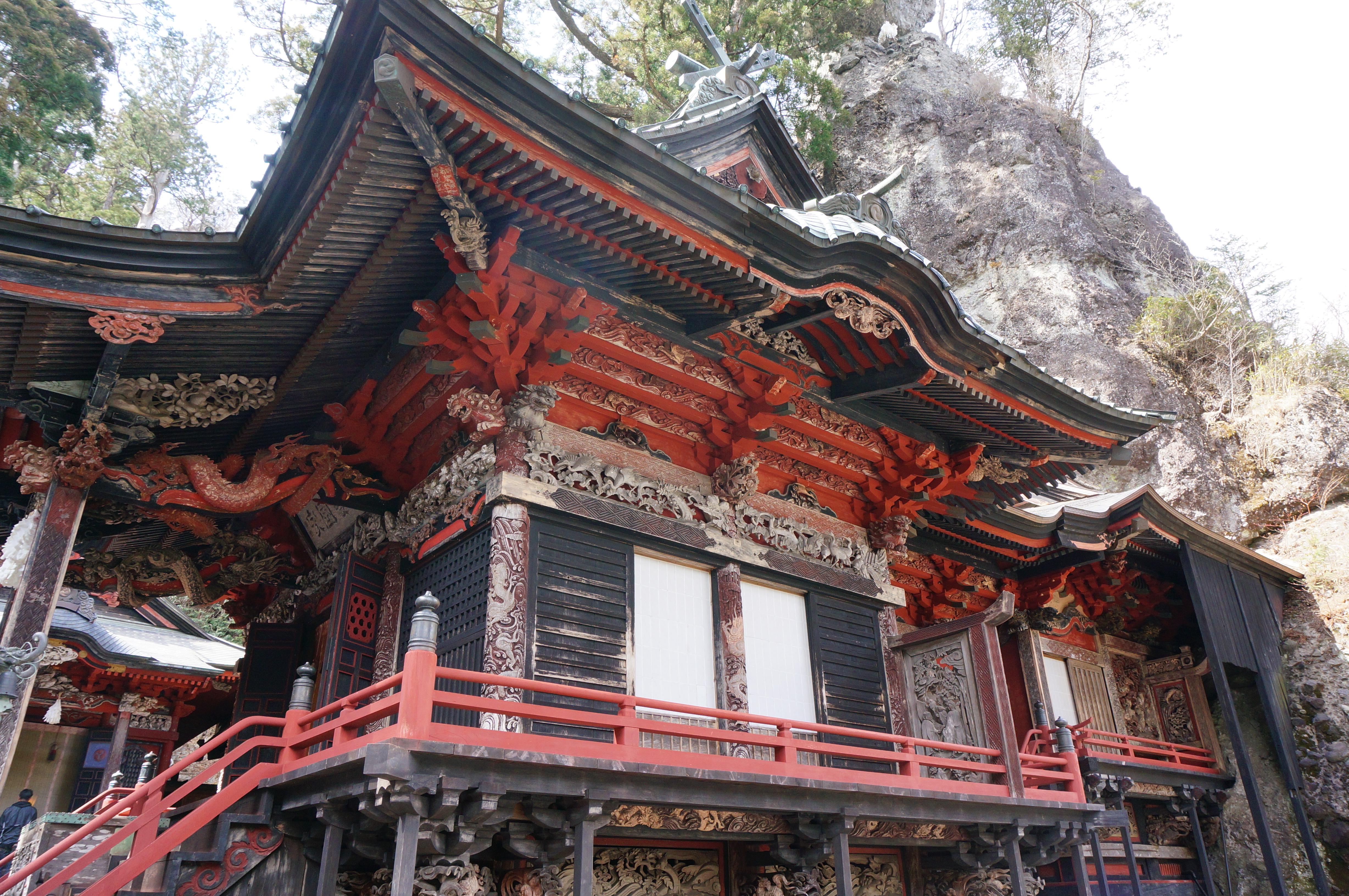
拝殿・幣殿・本社・御姿岩
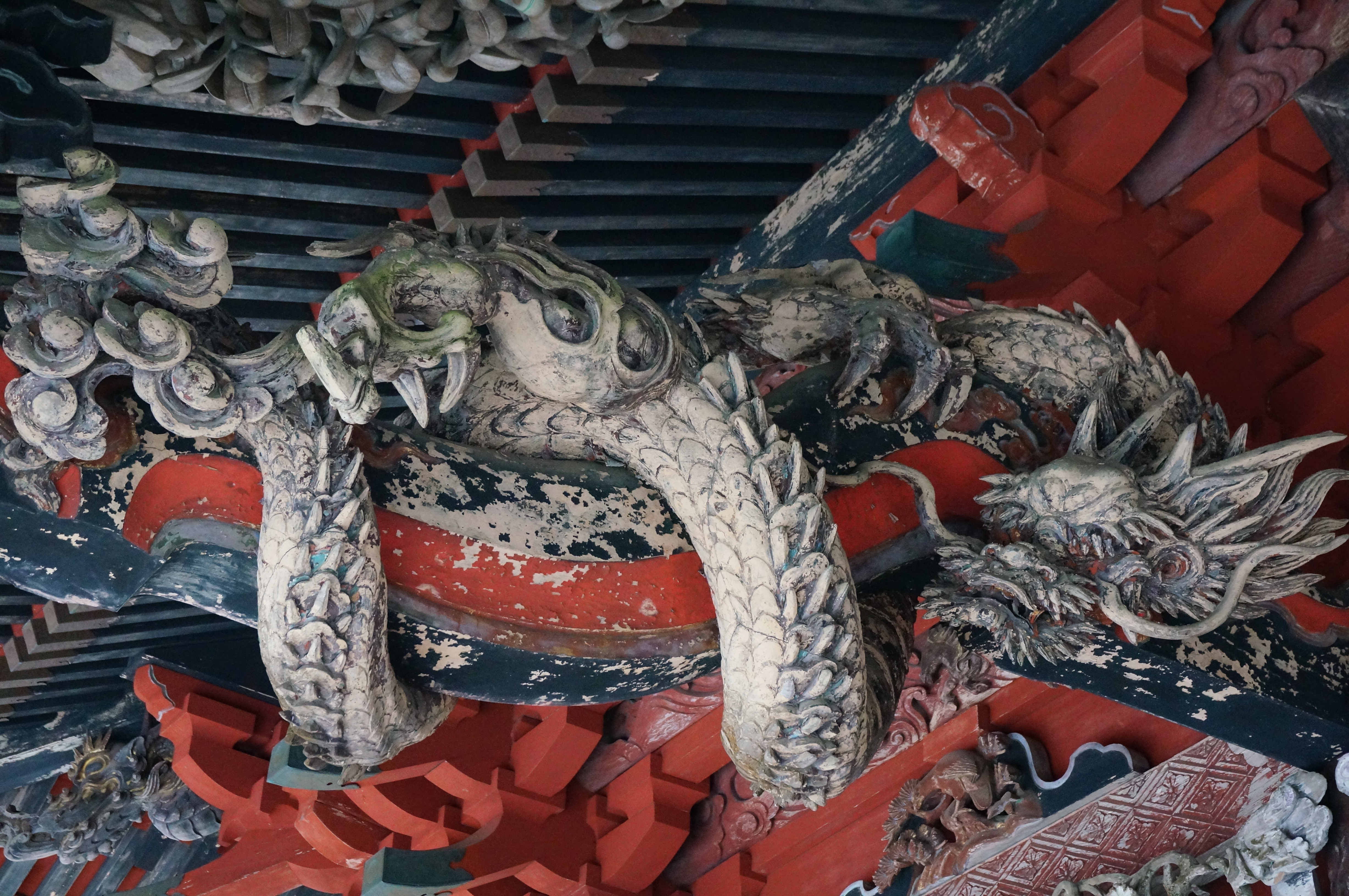
拝殿の彫刻
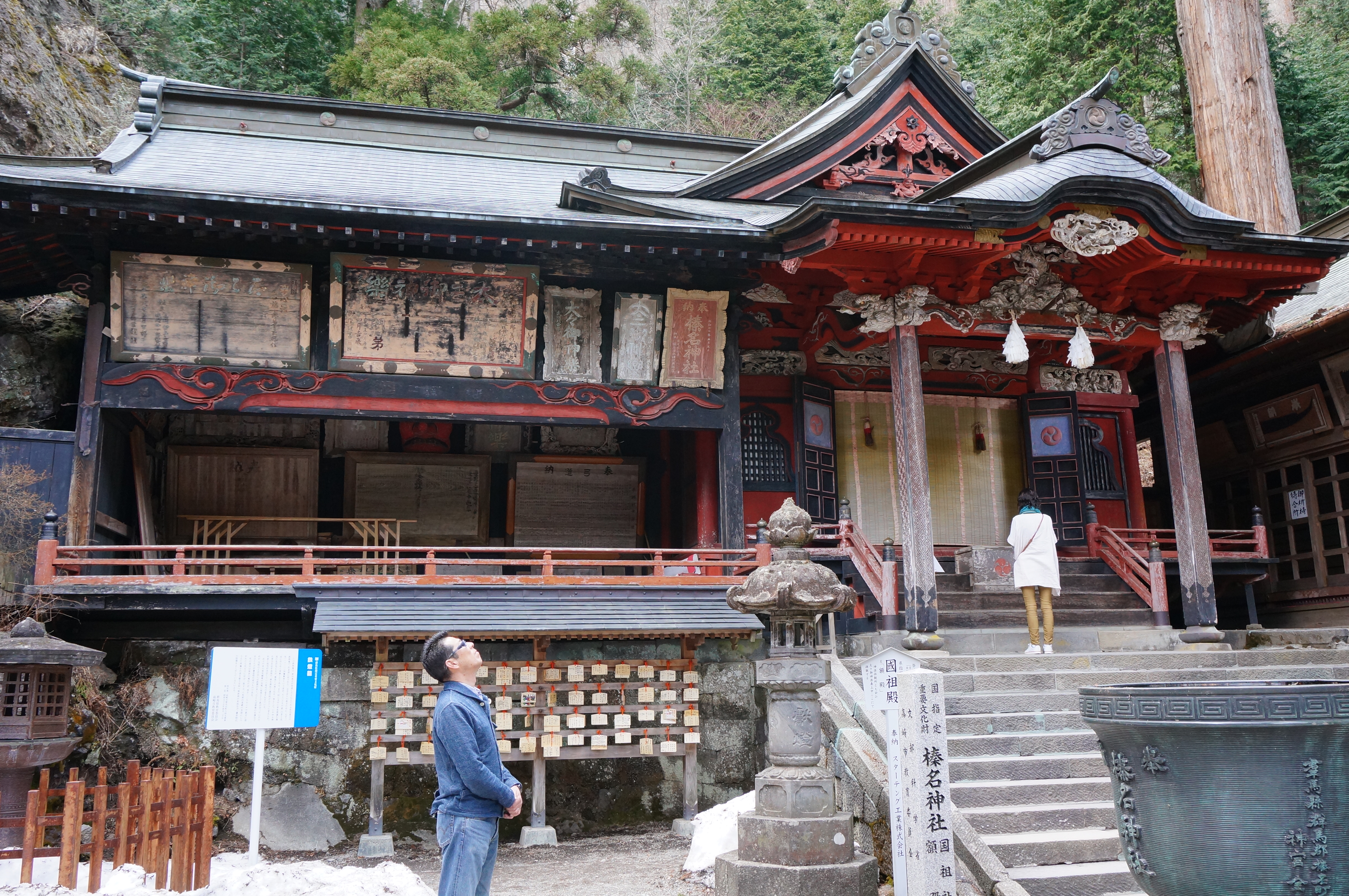
国祖社及び額殿
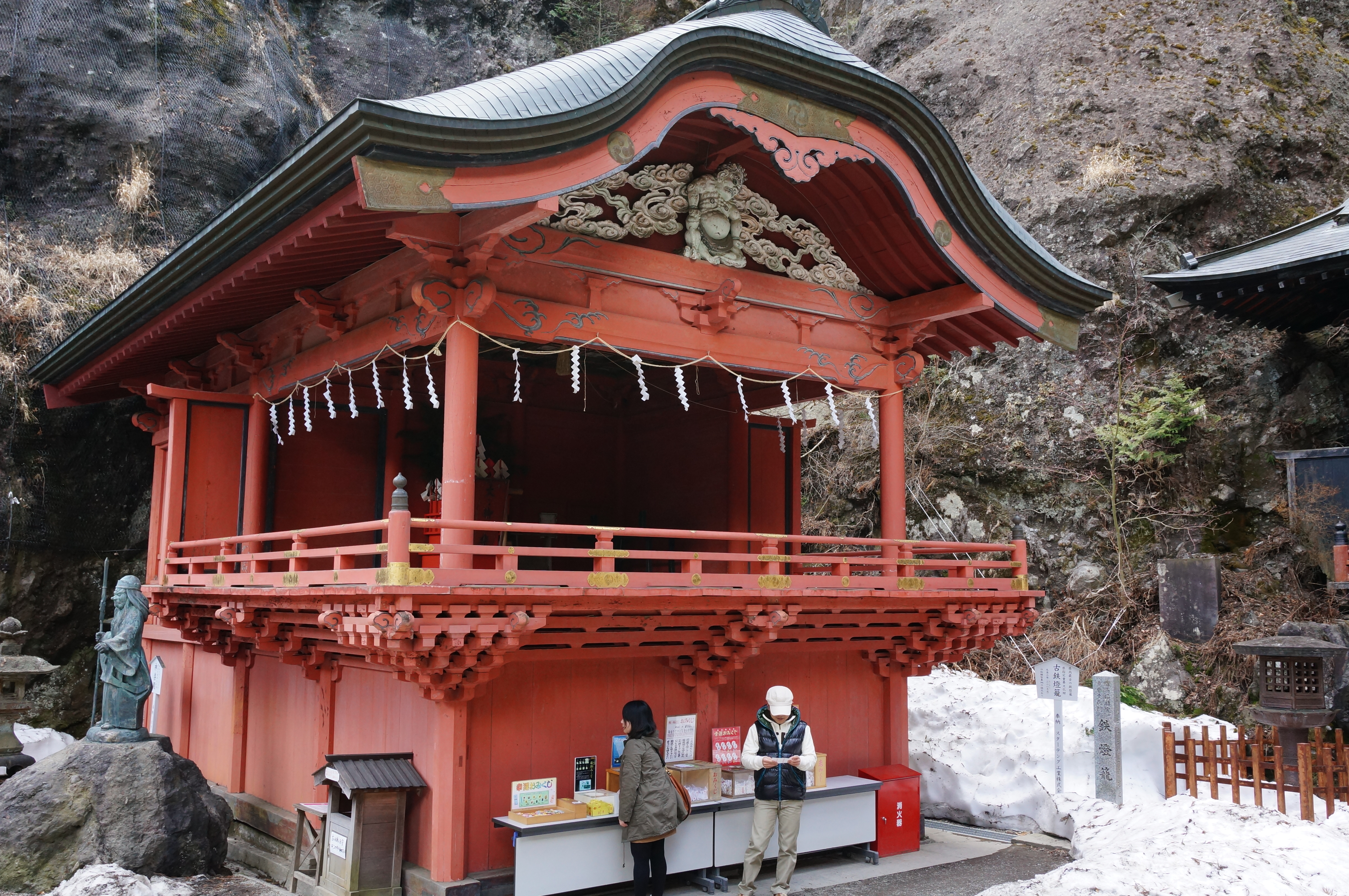
神楽殿
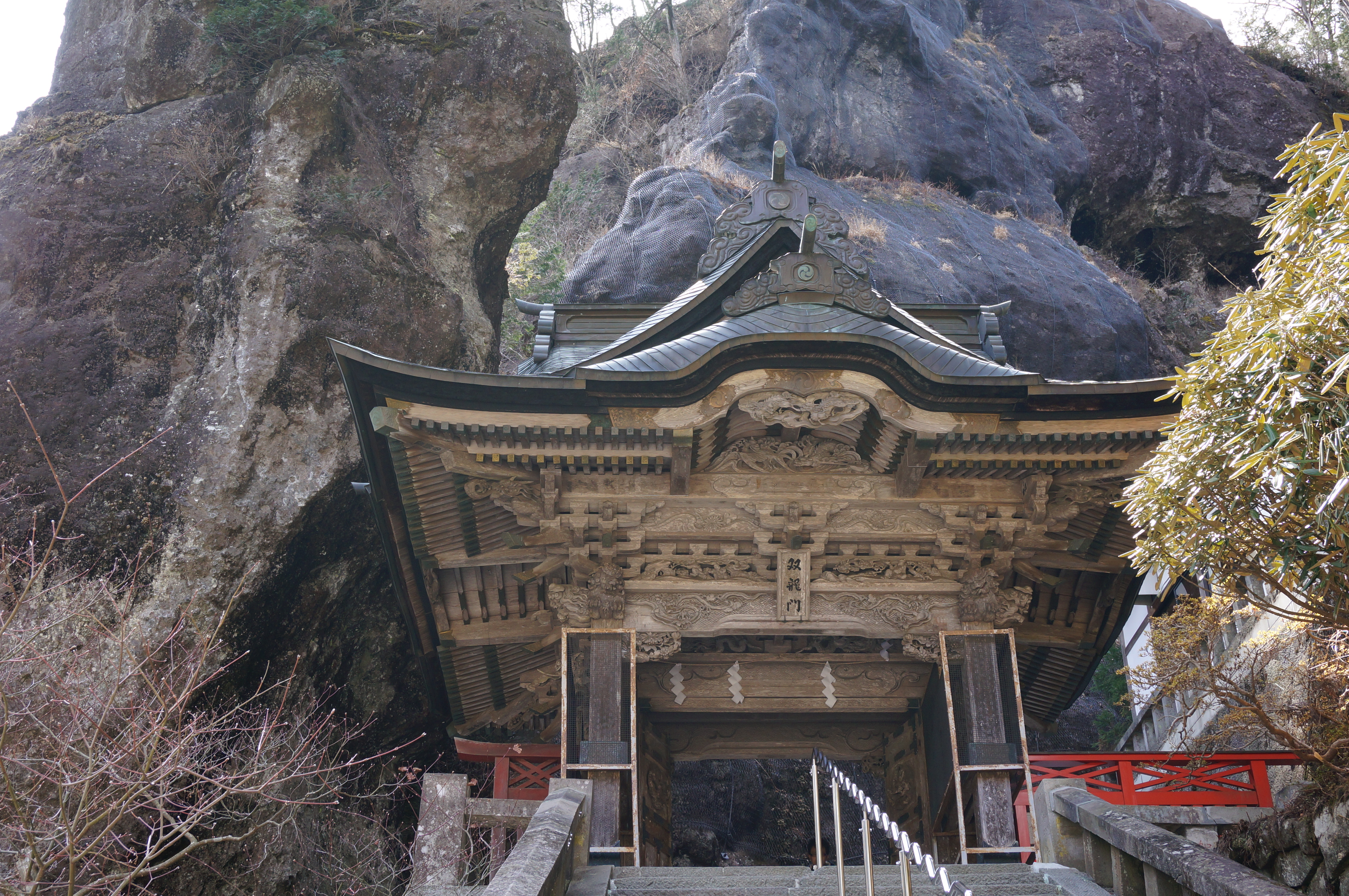
双龍門
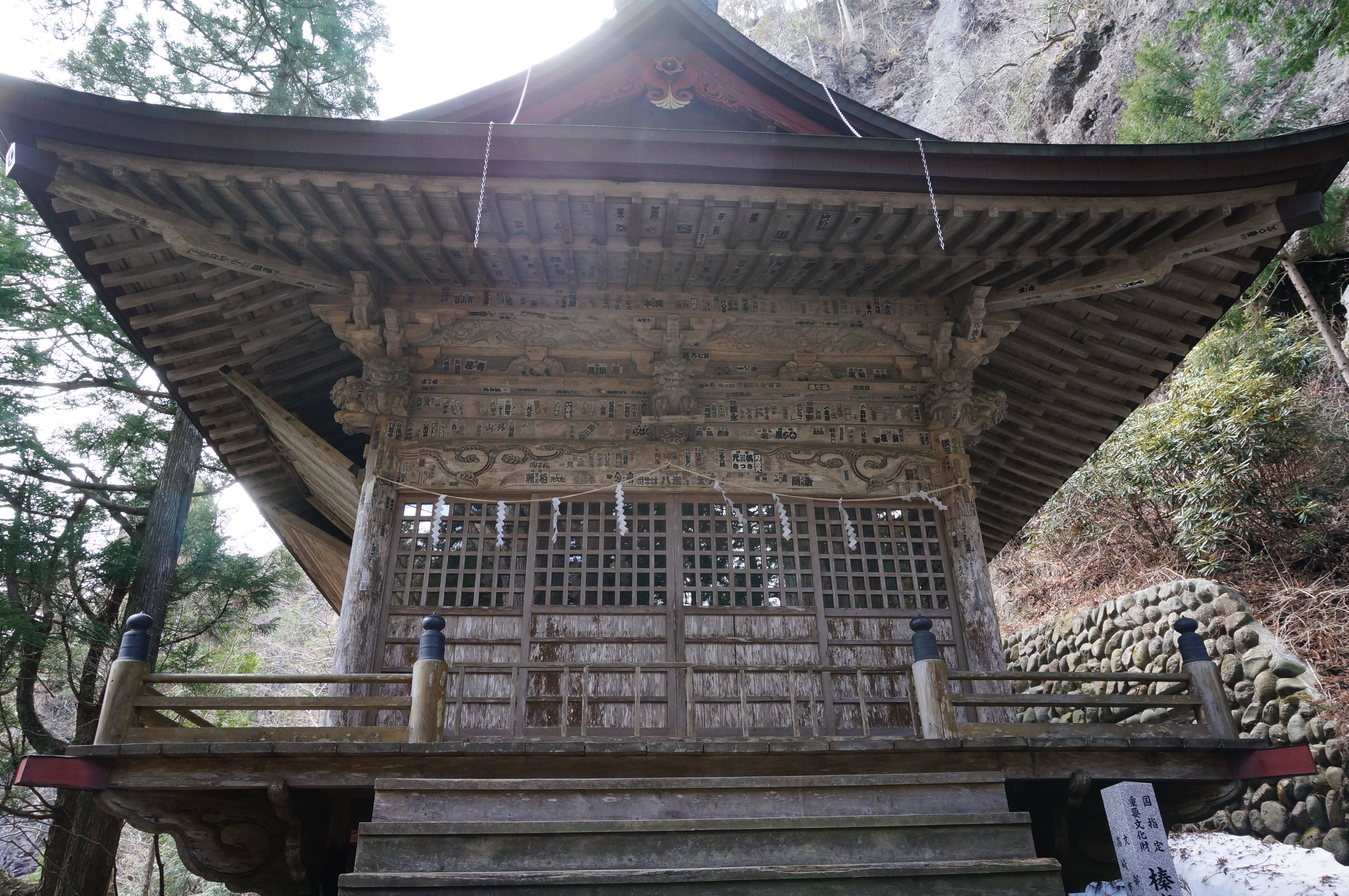
神幸殿
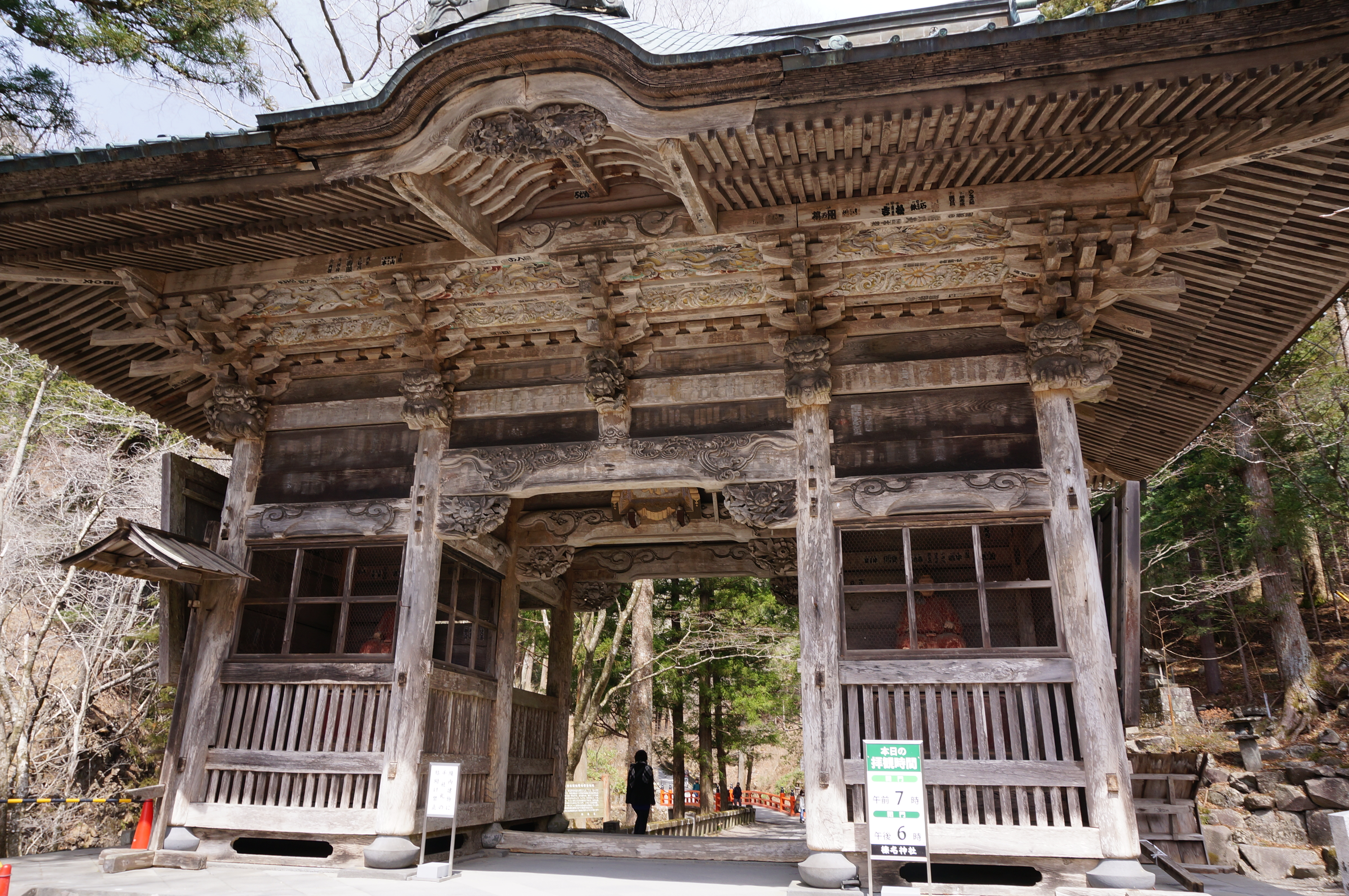
随神門

### 国の天然記念物
- 榛名神社の矢立スギ - 武田信玄が戦勝祈願をし、境内の木に矢を射たてたという伝承がある[50]。樹高55メートル、周囲9.4メートル[50]。昭和8年4月13日指定[51]。

### 群馬県指定文化財
- 重要文化財（有形文化財）[52][53]
  - 関流算額 文化八年銘 - 文化8年（1811年）に石田玄圭とその門人により奉納されたもの[54]。昭和51年5月7日指定。
  - 鉄燈籠 - 元亨3年（1323年）の銘がある[54]。鉄燈籠としては群馬県内最古のものといわれる。笠の部分は後世の補作。昭和57年4月20日指定。
  - 榛名神社文書 - 平成13年3月23日指定。
  - 榛名神社神宝殿（附 竣工碑1基） - 平成28年9月13日指定。
- 重要無形民俗文化財[52]
  - 榛名神社神代神楽 - 神楽は男舞21座、巫女舞15座の36座で構成される。現在の神楽は享保11年（1726年）に再興されたものという記録があり、神楽そのものはそれ以前から存在していたとみられている[55][56]。平成15年9月19日指定。

### 高崎市指定文化財
- 重要文化財（有形文化財）[57]
  - 榛名神社の懸仏 - 榛名歴史民俗資料館に保管。昭和44年2月10日指定。
  - 天神峠の石燈籠 - 昭和57年4月1日指定。
- 重要有形民俗文化財[57]
  - 榛名神社萬年泉碑 - 昭和57年4月1日指定。
- 史跡[57]
  - 榛名神社御旅所跡 - 昭和44年2月10日指定。
  - 榛名山番所跡 - 昭和57年4月1日指定。
- 名勝[57]
  - 榛名神社九折岩・鞍掛岩 - 平成2年4月9日指定。
- 天然記念物[57]
  - 榛名山岩脈 - 昭和63年5月16日指定。
  - キヨスミコケシノブ自生地 - 平成2年4月9日指定。
  - 天然ヒノキの群落 - 昭和63年5月16日指定。

## 年間祭儀
- 1月1日 - 歳旦祭：天下泰平と国家安穏、かつ崇敬者の安泰繁栄の祈願祭
- 1月3日 - 氏子・崇敬者への年頭祈願祭
- 1月15日 - 筒粥（つつがゆ）神事：小豆粥を炊いてその中に葦の筒を沈め、その年の豊作凶作を占う。結果は榛名講の村々に配られ、小豆粥は参拝者に振る舞われる。[58]
- 2月3日 - 節分祭
- 2月15日 - 神楽始式：神楽を奏上し、一年無事に神楽を勤められることや技芸向上などを祈願する[59]。
- 2月17日 - 祈年祭（としごいのまつり）：作物の豊作を祈る祈願祭
- 4月30日 - 御嶽（みたけ）祭：御姿岩のくびれた部分にある「梵天」と呼ばれる御幣を立て替える。深夜に行われる深秘行事で一般人の目には触れない[60]。
- 5月5日 - 端午祭：神楽の奏上が行われる[61]。
- 5月8日 - 神幸祭：神体が本殿から神幸殿に遷座する神輿渡御の後、小神楽が奏上される。神幸殿が開扉されるのは遷座中だけである[62]。
- 5月15日 - 還御祭：神輿は国祖殿へ還御し、神体は再び本殿に納められる[62]。

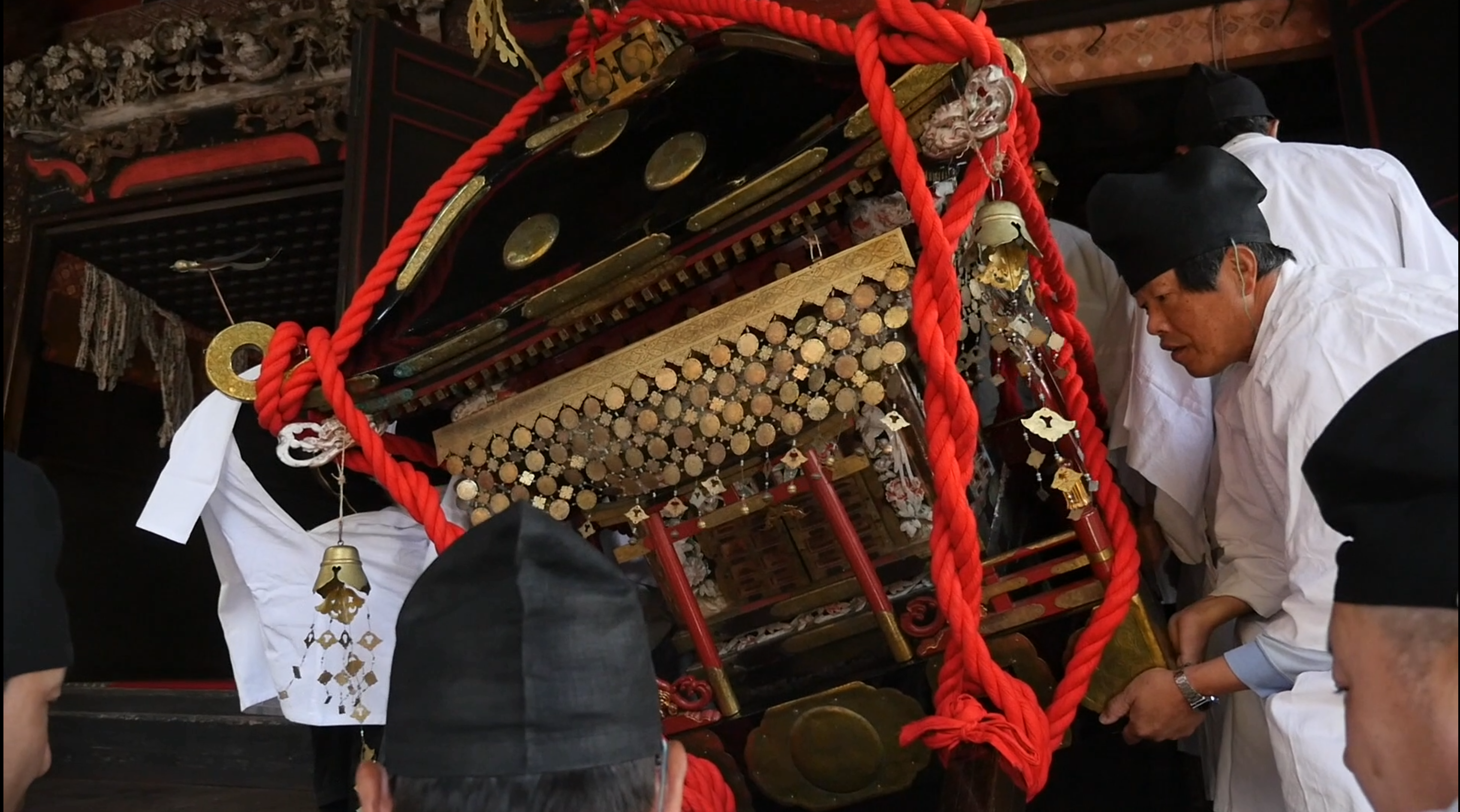
還御祭5月15日

- 5月15日 - 春季例祭：国・氏子・崇敬者の安泰繁栄を祈る春の祭典
- 6月5日 - 粽祭（ちまきまつり）：カヤ（ススキ）の葉3枚でおしんこ（米粉を繭玉または紡錘形に丸めて蒸すか茹でるかしたもの）を包んで粽を作り、神前に供えて儀式を終えた後参拝者に分け与える。粽はながむし（マムシ）除けの御利益があるとされ、現在では災厄除けともされる[63]。
- 6月30日
  - 大祓：氏子が拝殿で罪穢れを祓い清める。使用した切幣・木綿（さらし）・麻はこもに包んで榛名川に流す[64]。
  - 道饗祭：榛名山地区の東西南北の入口にあたる場所に注連縄を張り、災厄が入りこまないように祈願する[65]。
  - 鎮火祭：水桶を持って境内の主な社殿や道饗祭の注連縄を張った場所に水をかけて回り、火災除けを祈願する[66]。
- 10月9日 - 秋季例祭：国・氏子・崇敬者の安泰繁栄を祈る秋の祭典
- 11月23日 - 新嘗祭：秋の初穂を供えて、豊作御礼の祭典
- 12月31日
  - 大祓
  - 道饗祭
  - 鎮火祭
  - 天狗祭：天狗餅と呼ばれる直径3センチほどの餅（小豆の煮汁で搗くため灰色で、煤の黒ずみもある）を108個社殿の浜掾から広前（前庭）に播く。神事は深秘行事として神職のみで深夜に行われるが、餅を拾うと幸せがあるという話が天明4年（1784年）の『夢中三湯遊覧』に見える[67]。
- 毎月1日と15日 - 月次祭（つきなみさい）：氏子と崇敬者の安泰繁栄祈願

## 他の榛名神社
当社より勧請を受けた同名社が、群馬県を中心として日本各地にある。
- 榛名神社（群馬県沼田市）
- 榛名神社（千葉県白井市）
- 榛名神社（東京都八王子市寺田町）

## 関連文献
- 「新指定の文化財」『月刊文化財』507号、第一法規、2005